# Clash (Musik)
Ein Clash ist im jamaikanischen Dancehall und Reggae die Bezeichnung für ein Battle, also ein Wettstreit, in dem sich zwei oder mehrere Deejays einen lyrischen Schlagabtausch liefern. Die Texte sind dabei je nach Wettbewerb entweder reiner Freestyle oder ein Freestyle aus einem für dem Clash vorbereiteten Text-Repertoire. Die Clashs und auch Soundclashs sind in ein wichtiges Merkmal der jamaikanischen Musikkultur.

## Merkmale
Bei einem Clash wechseln sich die Deejays ab und führen einen mehrstrophigen Reimblock vor, der meist aus 16 Zeilen oder mehr besteht. Diese bilden meist eine einzelne lange Reimkette. Das bedeutet, dass jeder weitere Folgesatz sich auf dessen Vorgänger reimt, ohne dass eine neue Reimstrophe begonnen wird. Der Sieger wird meistens vom Publikum erwählt oder auch von einer Jury. 
Der Inhalt der Texte handelt in der Regel von den Unfähigkeiten des Gegners, dessen schlechten Songs und darum wie der Deejay seinen Gegner, meist mit schwerer Waffengewalt, zur Strecke bringt. Parallel dazu wird die eigene Persönlichkeit stark hervorgehoben. In den Texten wird Waffengewalt zwar verherrlicht, aber die Künstler betonen immer wieder, dass es sich dabei um Metaphern handelt.

## Bekannte Vertreter
Ninjaman, Super Cat, Bounty Killer, Merciless, Beenie Man, Tony Matterhorn, Kiprich, Shabba Ranks, Papa San